# Carly
Carly est une commune française située dans le département du Pas-de-Calais en région Hauts-de-France. Ses habitants sont appelés les Carlysiens.
La commune fait partie de la communauté de communes de Desvres - Samer qui regroupe 31 communes et compte 23 221 habitants en 2021.
Le territoire de la commune est situé dans le parc naturel régional des Caps et Marais d'Opale.

## Géographie

### Localisation
Localisée dans l'ouest du département du Pas-de-Calais, Carly est une commune de la vallée de la Liane située, à vol d'oiseau, à 9 km à l'est de la Côte d'Opale, à 9 km à l'ouest de la commune de Desvres et à 10 km au sud-est de la commune de Boulogne-sur-Mer (chef-lieu d'arrondissement).
Le territoire de la commune est limitrophe de ceux de six communes.
Les communes limitrophes sont  Baincthun, Hesdigneul-lès-Boulogne, Hesdin-l'Abbé, Questrecques, Samer et Verlincthun.

### Géologie et relief
La superficie de la commune est de 6,31 km2 ; son altitude varie de 11  à   110 m.
La commune est intégrée dans le bocage de la boutonnière du Boulonnais.

### Hydrographie
Le territoire de la commune est situé dans le bassin Artois-Picardie.
La commune est traversée par la Liane, cours d'eau naturel non navigable de 38,24 km, qui prend sa source dans la commune de Quesques et se jette dans la Manche à Boulogne-sur-Mer.
La liane a trois affluents qui traversent la commune :
- le Château du Houret petit cours d'eau de 3,62 km, qui prend sa source dans la commune de Verlincthun et se jette dans la Liane au niveau de la commune de Samer[5] ;
- le Carly petit cours d'eau de 1,58 km, qui prend sa source dans la commune et se jette dans la Liane au niveau de la commune[6] ;
- le Carly autre petit cours d'eau de 0,93 km, qui prend sa source dans la commune et se jette dans la Liane au niveau de la commune[7] ;

Un captage d'eau est situé à l'est du village, et l'usine de traitement de l'eau potable pour l'agglomération boulonnaise au nord de celui-ci, à proximité de la Liane (où l'eau est également pompée).

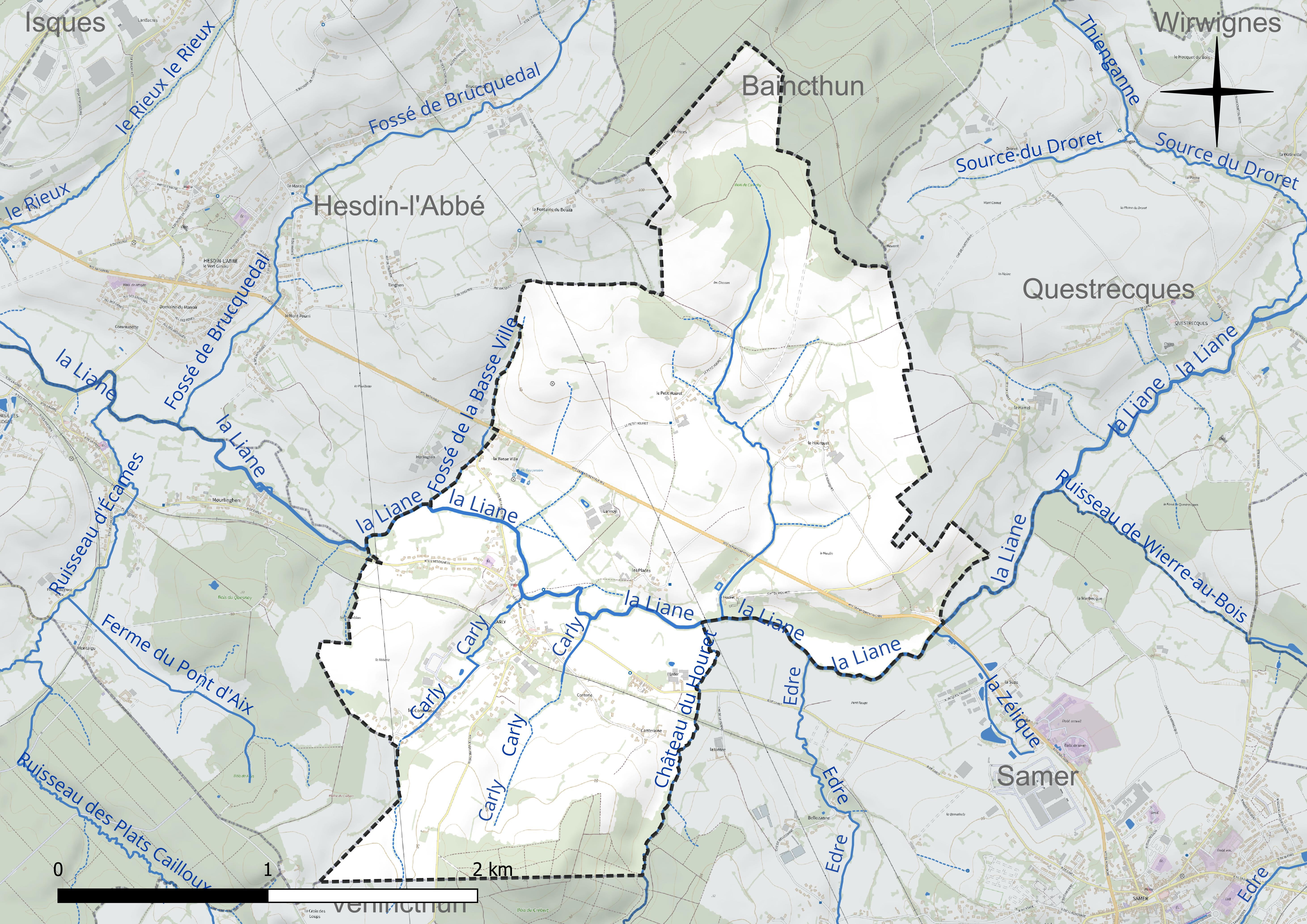
Réseau hydrographique de Carly.

### Climat
Pour des articles plus généraux, voir Climat des Hauts-de-France et Climat du Pas-de-Calais.
En 2010, le climat de la commune est de type climat océanique franc, selon une étude du CNRS s'appuyant sur une série de données couvrant la période 1971-2000. En 2020, Météo-France publie une typologie des climats de la France métropolitaine dans laquelle la commune est exposée à un climat océanique et est dans la région climatique Côtes de la Manche orientale, caractérisée par un faible ensoleillement (1 550 h/an) ; forte humidité de l’air (plus de 20 h/jour avec humidité relative > 80 % en hiver), vents forts fréquents.
Pour la période 1971-2000, la température annuelle moyenne est de 10,6 °C, avec une amplitude thermique annuelle de 12,9 °C. Le cumul annuel moyen de précipitations est de 861 mm, avec 12,7 jours de précipitations en janvier et 8,4 jours en juillet. Pour la période 1991-2020, la température moyenne annuelle observée sur la station météorologique la plus proche, située sur la commune de Boulogne-sur-Mer à 10 km à vol d'oiseau, est de 11,2 °C et le cumul annuel moyen de précipitations est de 824,5 mm,. Pour l'avenir, les paramètres climatiques de la commune estimés pour 2050 selon différents scénarios d'émission de gaz à effet de serre sont consultables sur un site dédié publié par Météo-France en novembre 2022.

### Paysages
Pour un article plus général, voir Paysage en France.
La commune s'inscrit dans le « paysage boulonnais » tel que défini dans l’atlas des paysages de la région Nord-Pas-de-Calais, conçu par la direction régionale de l'Environnement, de l'Aménagement et du Logement (DREAL),.
Ce paysage qui concerne 66 communes, se délimite : au Nord, par les paysages des coteaux calaisiens et du Pays de Licques, à l’Est, par le paysage du Haut pays d’Artois, et au Sud, par les paysages Montreuillois.
Le « paysage boulonnais », constitué d'une boutonnière bordée d’une cuesta définissant un pays d’enclosure, est essentiellement un paysage bocager composé de 47 % de son sol en herbe ou en forêt et de 31 % en herbage, avec, dans le sud et l’est, trois grandes forêts, celle de Boulogne, d’Hardelot et de Desvres et, au nord, le bassin de carrière avec l'extraction de la pierre de Marquise depuis le Moyen Âge et de la pierre marbrière dont l'extraction s'est développée au XIXe siècle.
La boutonnière est formée de trois ensembles écopaysagers : le plateau calcaire d’Artois qui forme le haut Boulonnais, la boutonnière qui forme la cuvette du bas Boulonnais et la cuesta formée d’escarpements calcaires.
Dans ce paysage, on distingue trois entités : 
- les vastes champs ouverts du Haut Boulonnais ;
- le bocage humide dans le Bas Boulonnais ;
- la couronne de la cuesta avec son dénivelé important et son caractère boisé[15].

### Milieux naturels et biodiversité

#### Espace protégé
La protection réglementaire est le mode d’intervention le plus fort pour préserver des espaces naturels remarquables et leur biodiversité associée.
Dans ce cadre, la commune fait partie d'un espace protégé : le parc naturel régional des Caps et Marais d'Opale, d’une superficie de 132 499 ha réparties sur 154 communes, géré par le syndicat mixte d'aménagement et de gestion du parc naturel régional des Caps et Marais d'Opale.

#### Zones naturelles d'intérêt écologique, faunistique et floristique
L’inventaire des zones naturelles d'intérêt écologique, faunistique et floristique (ZNIEFF) a pour objectif de réaliser une couverture des zones les plus intéressantes sur le plan écologique, essentiellement dans la perspective d’améliorer la connaissance du patrimoine naturel national et de fournir aux différents décideurs un outil d’aide à la prise en compte de l’environnement dans l’aménagement du territoire.
Le territoire communal comprend quatre ZNIEFF de type 1 : 
- la forêt domaniale de Boulogne-sur-Mer et ses lisières. La forêt domaniale de Boulogne-sur-Mer s’étend entre la RN 42 et la RN 1, en arrière de l’agglomération de Boulogne-sur-Mer. Elle appartient au vaste complexe bocager et forestier de la Liane et du bas-Boulonnais[18] ;
- le réservoir biologique de la Liane. La Liane est un bassin côtier qui présente un intérêt majeur autant pour les espèces holobiotiques[Note 4] que pour les migrateurs amphihalins[19] ;
- le bois de Crébert-Menty. Le site présente des buttes sableuses de l’Aptien inférieur et du Wealdien dominant de larges vallées sur assises du Kimméridgien inférieur[20] ;
- la vallée de la Liane près d'Hesdin-l'Abbé. Cette ZNIEFF présente un complexe de prairies alluviales et de la persistance de quelques prairies mésotrophes établies sur les versants au lieu-dit le Mont Pourri[21].

et une ZNIEFF de type 2 :
le complexe bocager du Bas-Boulonnais et de la Liane. Le complexe bocager du bas-Boulonnais et de la Liane s’étend entre Saint-Martin-Boulogne et Saint-Léonard à l’ouest et Quesques et Lottinghen à l’est. Il correspond à la cuvette herbagère du bas-Boulonnais.

Carte des ZNIEFF de type 1 et 2 sur la commune
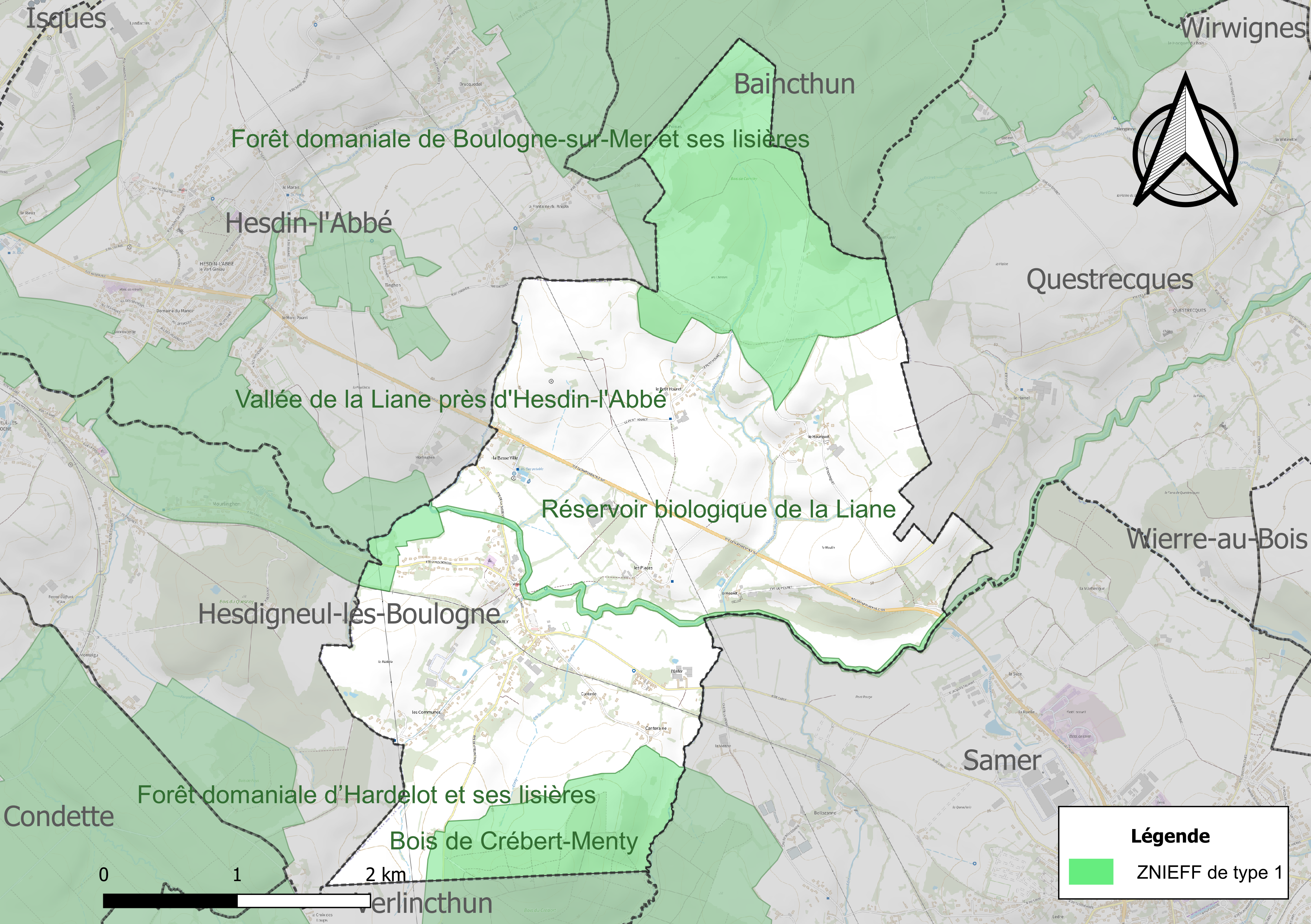
Carte des ZNIEFF de type 1 sur la commune.
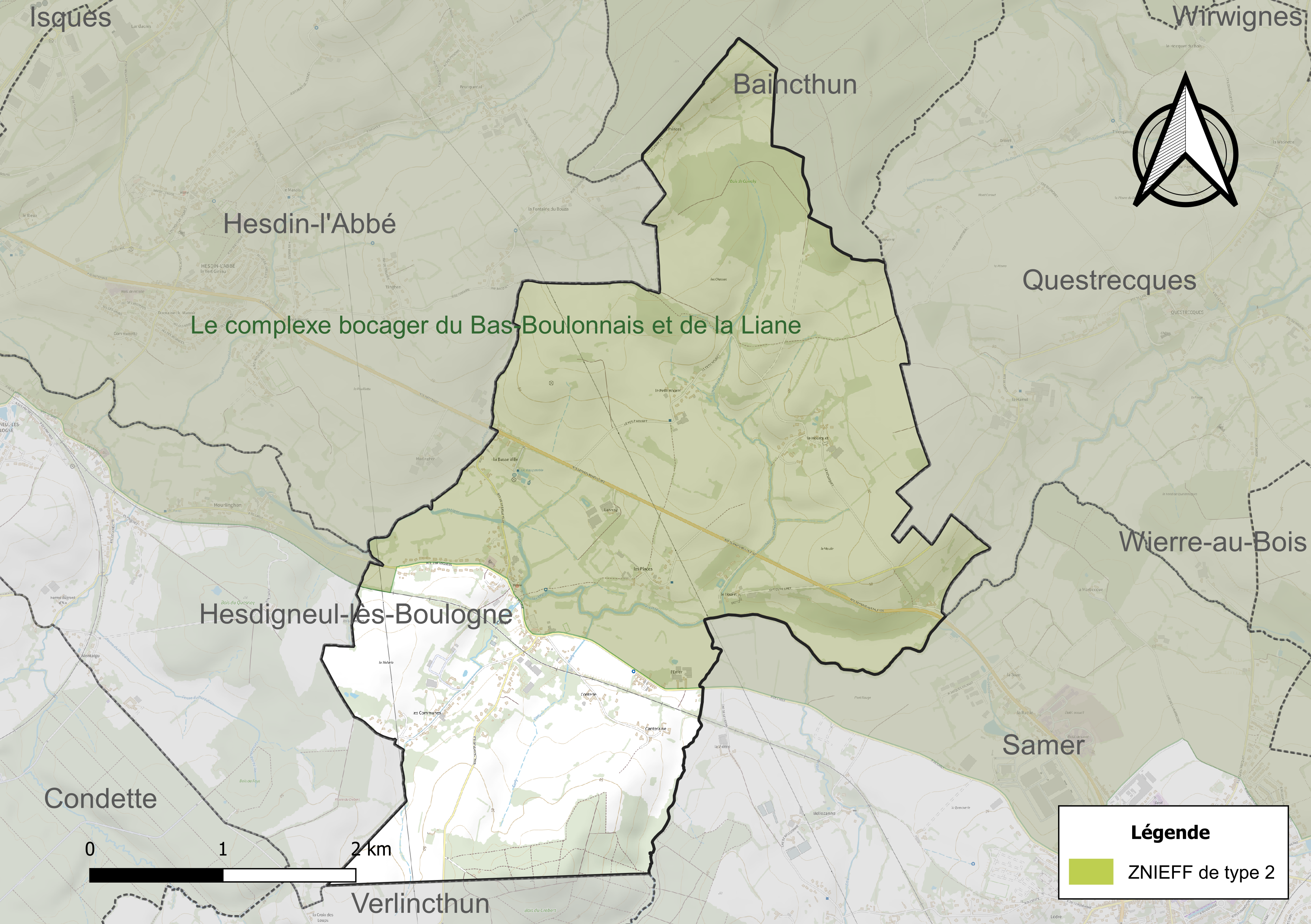
Carte de la ZNIEFF de type 2 sur la commune.

## Urbanisme

### Typologie
Au 1er janvier 2024, Carly est catégorisée commune rurale à habitat dispersé, selon la nouvelle grille communale de densité à sept niveaux définie par l'Insee en 2022.
Elle est située hors unité urbaine. Par ailleurs la commune fait partie de l'aire d'attraction de Boulogne-sur-Mer, dont elle est une commune de la couronne,. Cette aire, qui regroupe 80 communes, est catégorisée dans les aires de 50 000 à moins de 200 000 habitants,.

### Occupation des sols
L'occupation des sols de la commune, telle qu'elle ressort de la base de données européenne d’occupation biophysique des sols Corine Land Cover (CLC), est marquée par l'importance des territoires agricoles (85,2 % en 2018), en diminution par rapport à 1990 (87 %). La répartition détaillée en 2018 est la suivante : 
terres arables (45,5 %), zones agricoles hétérogènes (29,2 %), prairies (10,4 %), forêts (8,9 %), zones urbanisées (6 %). L'évolution de l’occupation des sols de la commune et de ses infrastructures peut être observée sur les différentes représentations cartographiques du territoire : la carte de Cassini (XVIIIe siècle), la carte d'état-major (1820-1866) et les cartes ou photos aériennes de l'IGN pour la période actuelle (1950 à aujourd'hui).

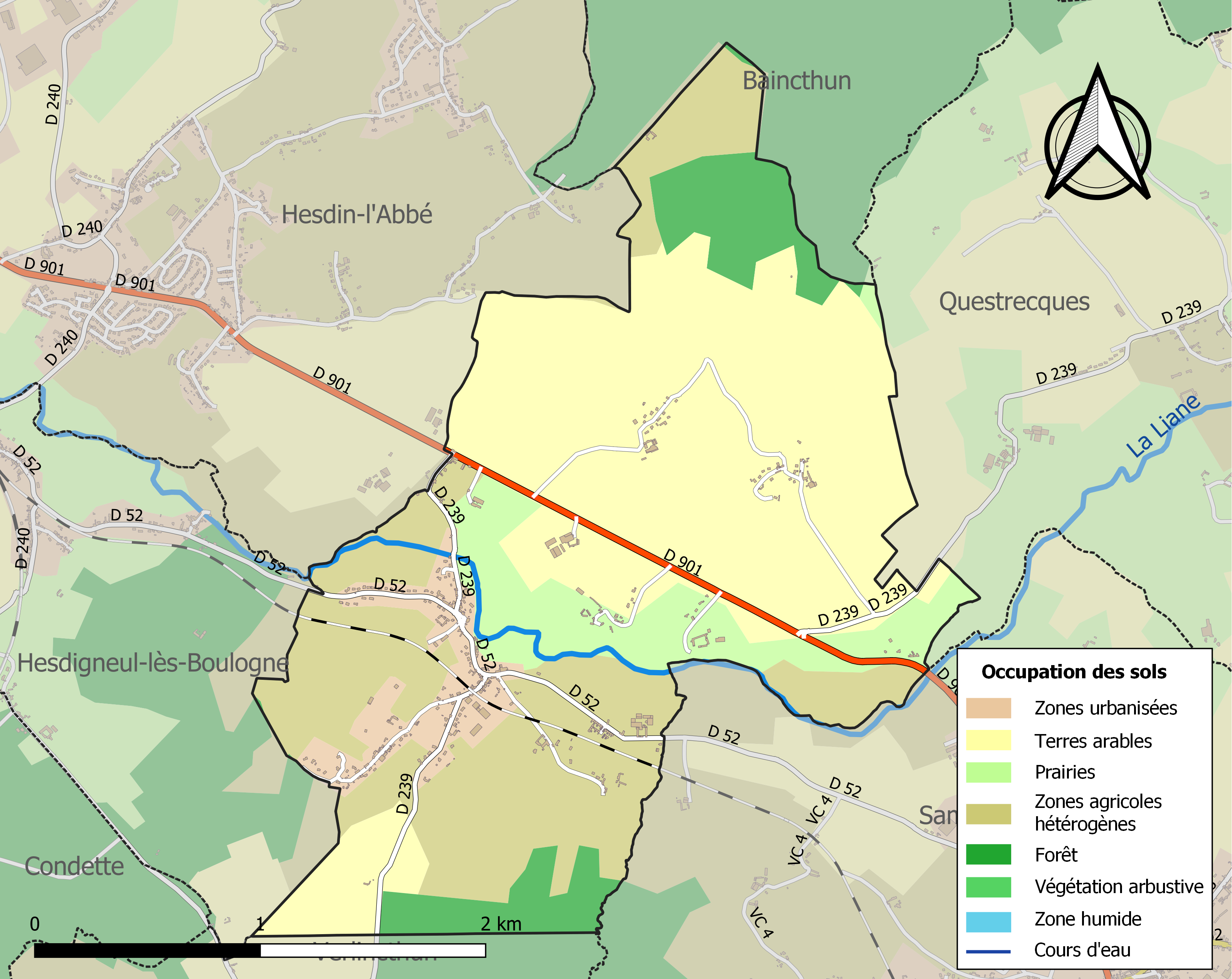
Carte des infrastructures et de l'occupation des sols de la commune en 2018 (CLC).

### Lieux-dits, hameaux et écarts
Sur le territoire communal, se trouvent les hameaux : la Basse-Ville, Canteraine, les Communes, Contery, l'Enfer, Éthienfort, Houret, le Hourquet ou Hourquez, le Petit-Hourecq et les Places.

### Voies de communication et transports

#### Voies de communication
La commune est desservie par les routes départementales D 52, D 239 et la D 901 qui relie Boulogne-sur-Mer et Nempont-Saint-Firmin.
Elle se situe en bordure de l’intercommunalité, à environ 17 minutes de Boulogne-sur-Mer et 24 min d’Étaples en voiture. L’autoroute A 16 est à 5 minutes (4 km). La commune voisine d’Hesdin-l'Abbé (à 2,3 km) est desservie par le bus de l’agglomération boulonnaise.

#### Transport ferroviaire
La commune se trouve à 3 km  de la gare d'Hesdigneul, située sur les lignes de Longueau à Boulogne-Ville et de Saint-Omer à Hesdigneul, desservie par des trains régionaux du réseau TER Hauts-de-France.
Deux trains de marchandise (ArcelorMittal) passent en moyenne chaque jour sur la ligne ferroviaire Boulogne - Desvres, traversant la commune du sud-est au nord-ouest.

### Risques naturels et technologiques

#### Risque inondation
La commune connaît des inondations au sein du lit majeur de la Liane, sur les terrains bas ; les routes sont parfois coupées pour quelques heures. La commune est reconnue en état de catastrophe naturelle à la suite des inondations et coulées de boue du 1er au 3 novembre 2012 puis à celles du 4 au 6 novembre 2019.
À la suite du passage des tempêtes Ciarán, Domingos et Elisa et des inondations et coulées de boue qui se sont produites, la commune est reconnue, par arrêté du 14 novembre 2023, en état de catastrophe naturelle pour inondations et coulées de boue sur la période du 2 au 12 novembre 2023, comme 179 autres communes du département.

## Toponymie
Le nom de la localité est attesté sous les formes Quertliacus (867), Karli (1133), Carly (1173), Caroli (XIIe siècle), Quarti (1275), Carluic (1338), Caluic (1343), Carluich (1501), Querly (1512), Quarlis (1559), Quarly (1559), Carly depuis 1793 et 1801.
Viendrait de l'anthroponyme gallo-roman Quartilius (ou Quartilacius) suivi du suffixe -acum « domaine (de) », plus tard francisé en -y, donnant le « domaine de Quartilius ».

## Histoire
Au XIVe siècle et au XVe siècle la seigneurie de Hourecq, sur le territoire de l'actuelle commune de Carly, appartenait à une branche cadette de la famille de Bournonville.

## Politique et administration

### Découpage territorial
La commune se trouve dans l'arrondissement de Boulogne-sur-Mer du département du Pas-de-Calais.

#### Commune et intercommunalités
La commune est membre de la communauté de communes de Desvres-Samer.

#### Circonscriptions administratives
La commune est rattachée au canton de Desvres.

#### Circonscriptions électorales
Pour l'élection des députés, la commune fait partie de la cinquième circonscription du Pas-de-Calais.

### Élections municipales et communautaires

#### Liste des maires
| Période                                  | Période                      | Identité     | Étiquette | Qualité |
| ---------------------------------------- | ---------------------------- | ------------ | --------- | --- |
| Les données manquantes sont à compléter. |                              |              |           | |
| 1995                                     | En cours (au 5 février 2022) | Aimé Herduin | PS        | Salarié de l’Éducation nationale Conseiller départemental (2020-2021) Réélu pour le mandat 2014-2020, Réélu pour le mandat 2020-2026, |

## Équipements et services publics

### Enseignement
L'enseignement est assuré par 2 classes à Carly, et 4 classes dans des communes voisines. La cantine est située sur Carly.

### Justice, sécurité, secours et défense
La commune dépend du tribunal judiciaire de Boulogne-sur-Mer, du conseil de prud'hommes de Boulogne-sur-Mer, de la cour d'appel de Douai, du tribunal de commerce de Boulogne-sur-Mer, du tribunal administratif de Lille, de la cour administrative d'appel de Douai, de la cour administrative d'appel de Douai et du tribunal pour enfants de Boulogne-sur-Mer.

## Population et société

### Démographie
Les habitants sont appelés les Carlysiens.

#### Évolution démographique
L'évolution du nombre d'habitants est connue à travers les recensements de la population effectués dans la commune depuis 1793. Pour les communes de moins de 10 000 habitants, une enquête de recensement portant sur toute la population est réalisée tous les cinq ans, les populations de référence des années intermédiaires étant quant à elles estimées par interpolation ou extrapolation. Pour la commune, le premier recensement exhaustif entrant dans le cadre du nouveau dispositif a été réalisé en 2005.

En 2022, la commune comptait 633 habitants, en évolution de +14,05 % par rapport à 2016 (Pas-de-Calais : −0,72 %, France hors Mayotte : +2,11 %).
| 1793 | 1800 | 1806 | 1821 | 1831 | 1836 | 1841 | 1846 | 1851 |
| ---- | ---- | ---- | ---- | ---- | ---- | ---- | ---- | ---- |
| 291  | 273  | 304  | 250  | 254  | 297  | 301  | 317  | 330  |

| 1856 | 1861 | 1866 | 1872 | 1876 | 1881 | 1886 | 1891 | 1896 |
| ---- | ---- | ---- | ---- | ---- | ---- | ---- | ---- | ---- |
| 311  | 312  | 298  | 331  | 310  | 300  | 309  | 307  | 327  |

| 1901 | 1906 | 1911 | 1921 | 1926 | 1931 | 1936 | 1946 | 1954 |
| ---- | ---- | ---- | ---- | ---- | ---- | ---- | ---- | ---- |
| 318  | 309  | 303  | 297  | 311  | 300  | 297  | 326  | 328  |

| 1962 | 1968 | 1975 | 1982 | 1990 | 1999 | 2005 | 2006 | 2010 |
| ---- | ---- | ---- | ---- | ---- | ---- | ---- | ---- | ---- |
| 318  | 285  | 279  | 307  | 463  | 525  | 531  | 542  | 568  |

| 2015 | 2020 | 2022 | - | - | - | - | - | - |
| ---- | ---- | ---- | - | - | - | - | - | - |
| 560  | 607  | 633  | - | - | - | - | - | - |

### Sport et loisirs
La commune est équipée d'un terrain de tennis.

## Économie
Il existe en 2012 une friche artisanale, située à proximité du centre et le long de la voie ferrée. Les activités, arrêtées environ 15 ans auparavant, étaient les suivantes : raboterie, garagiste, bureaux administratifs, entreprise de matériels comme des filets pour l’agriculture et coupe-vents… Plusieurs bâtiments, en parpaings (en partie abîmés), sont encore présents sur le site en 2012.
On compte encore, en 2012, 3 exploitants agricoles.

## Culture locale et patrimoine

### Lieux et monuments
- L'église Saint-Martin de Carly construite à la fin du XIXe siècle en briques flammées avec toit en ardoise. Fonts baptismaux datant du XIIe siècle[36].

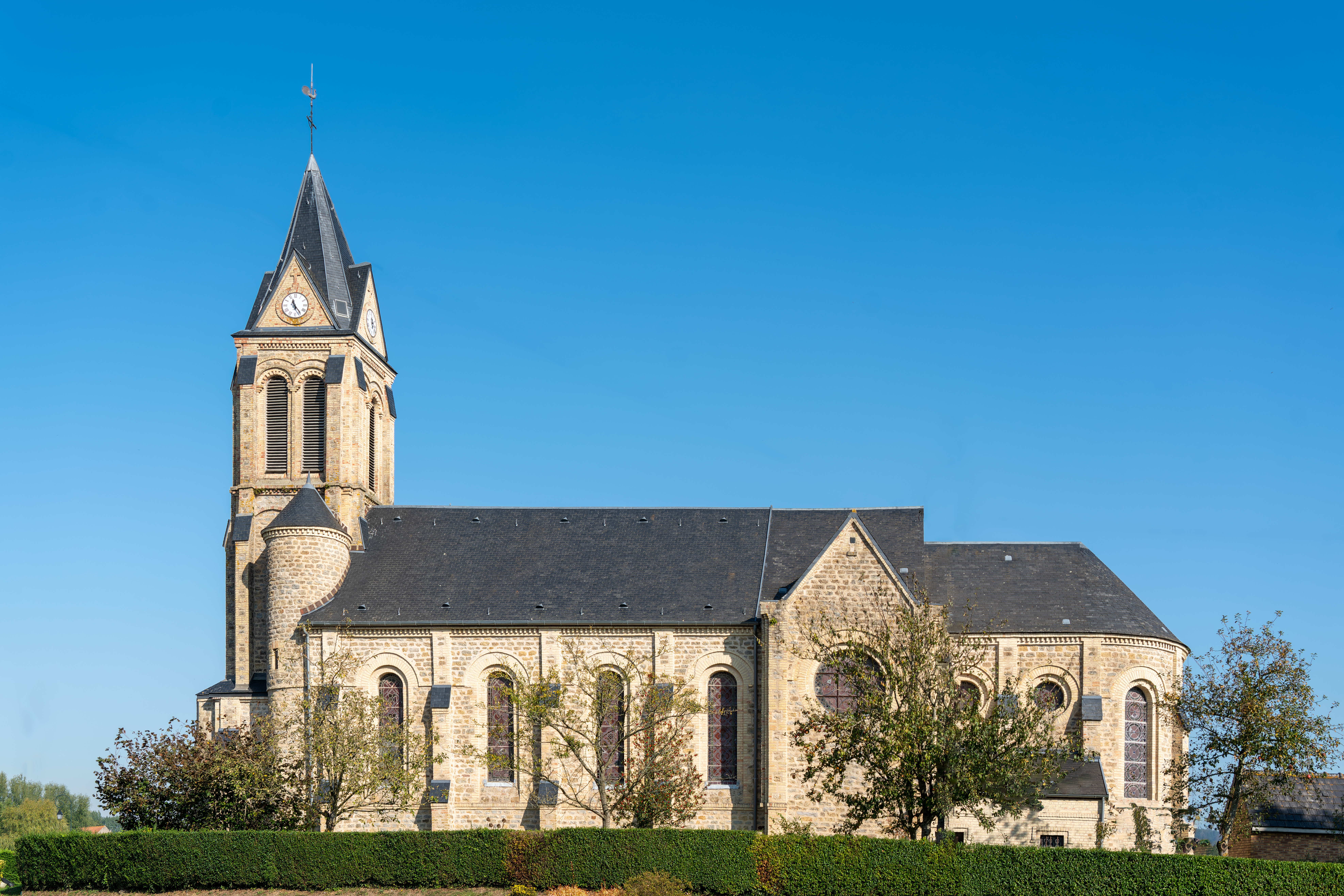
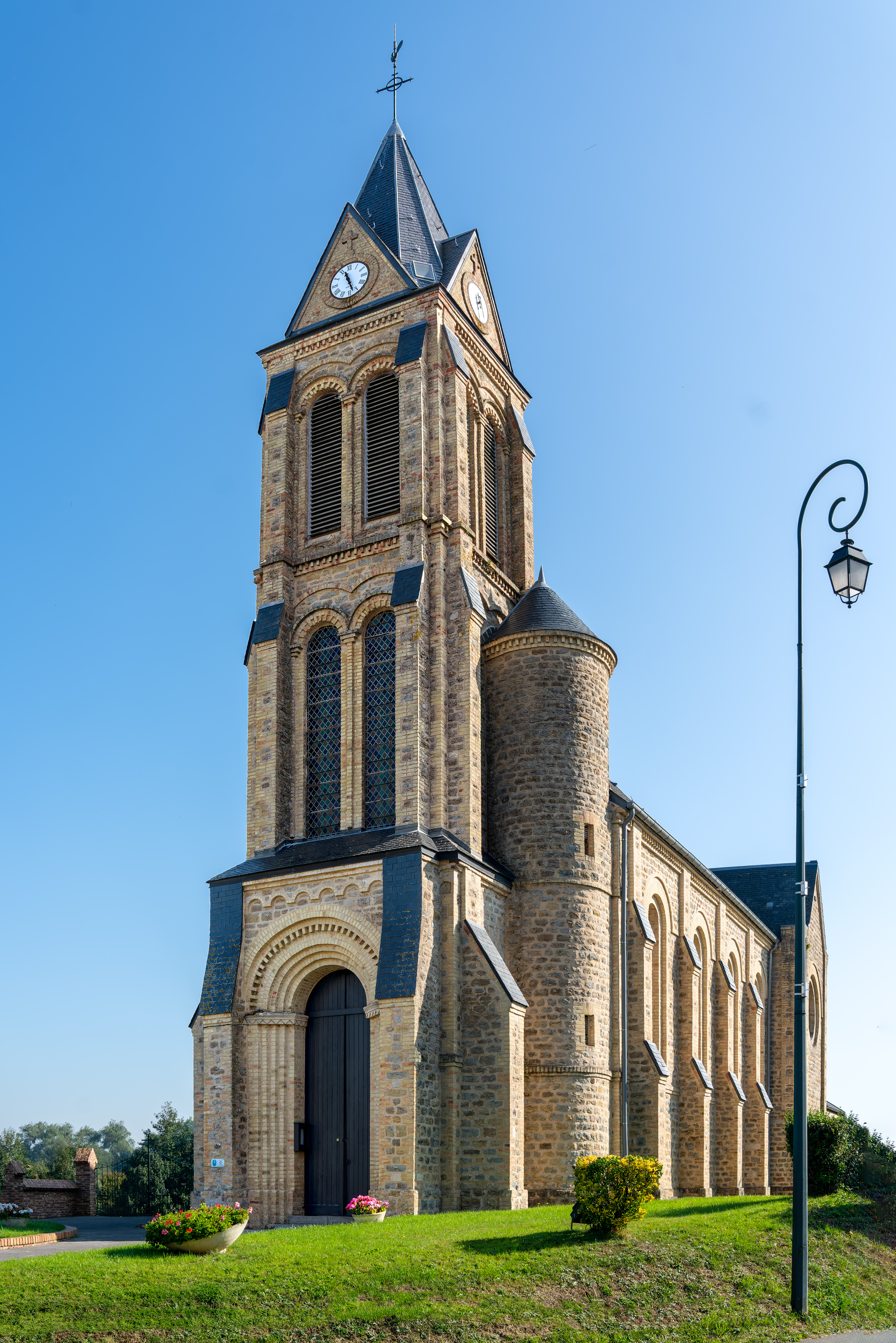
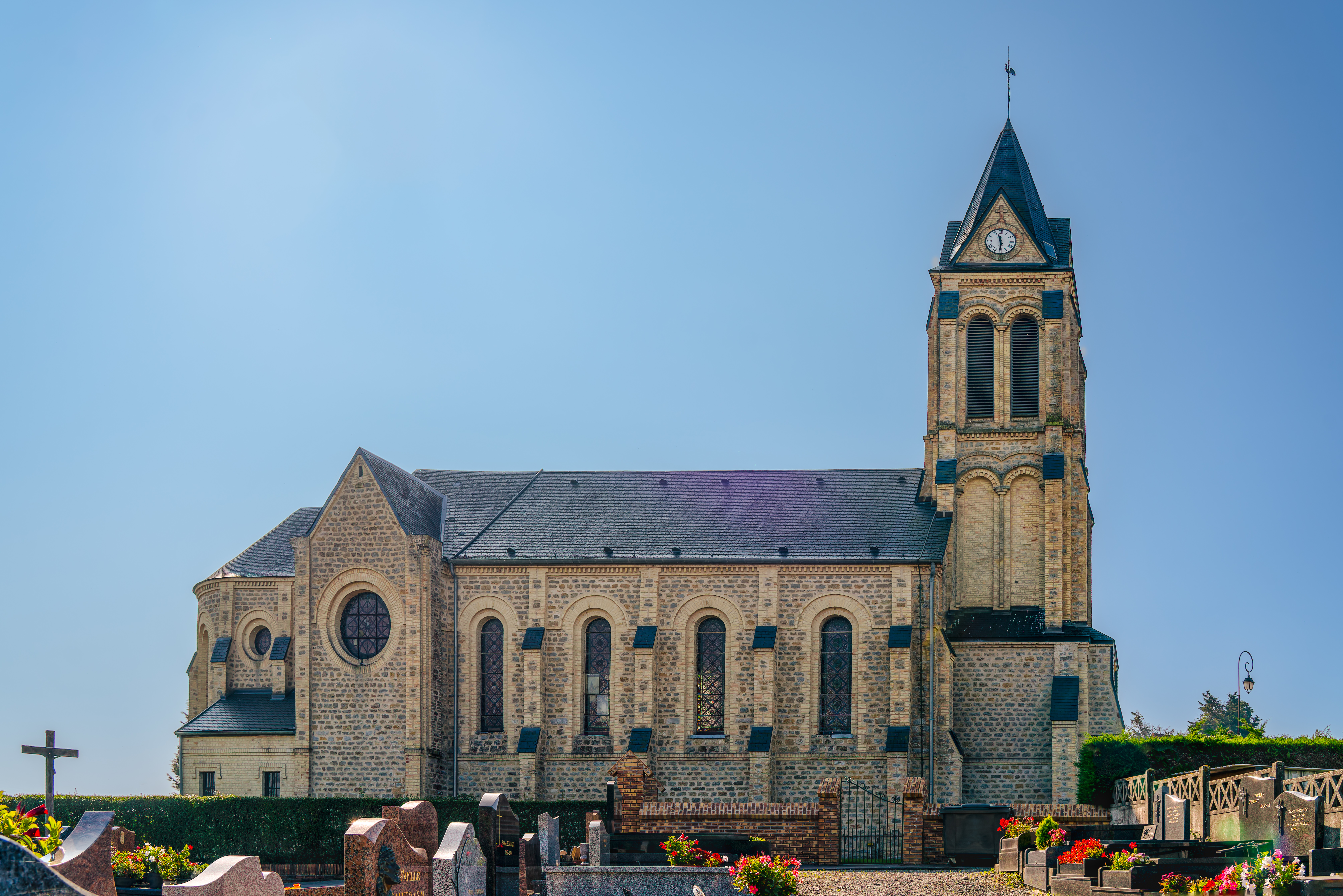
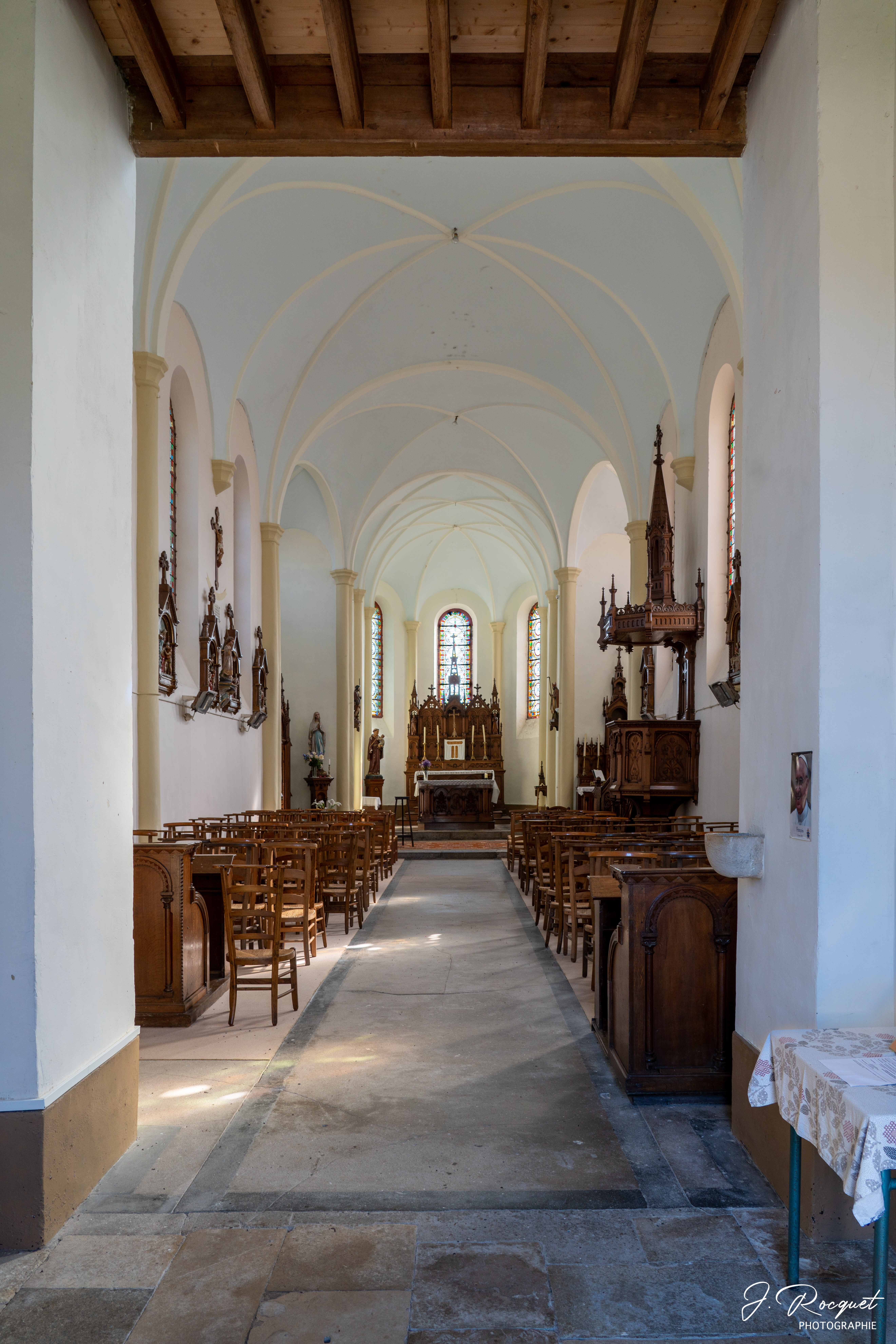
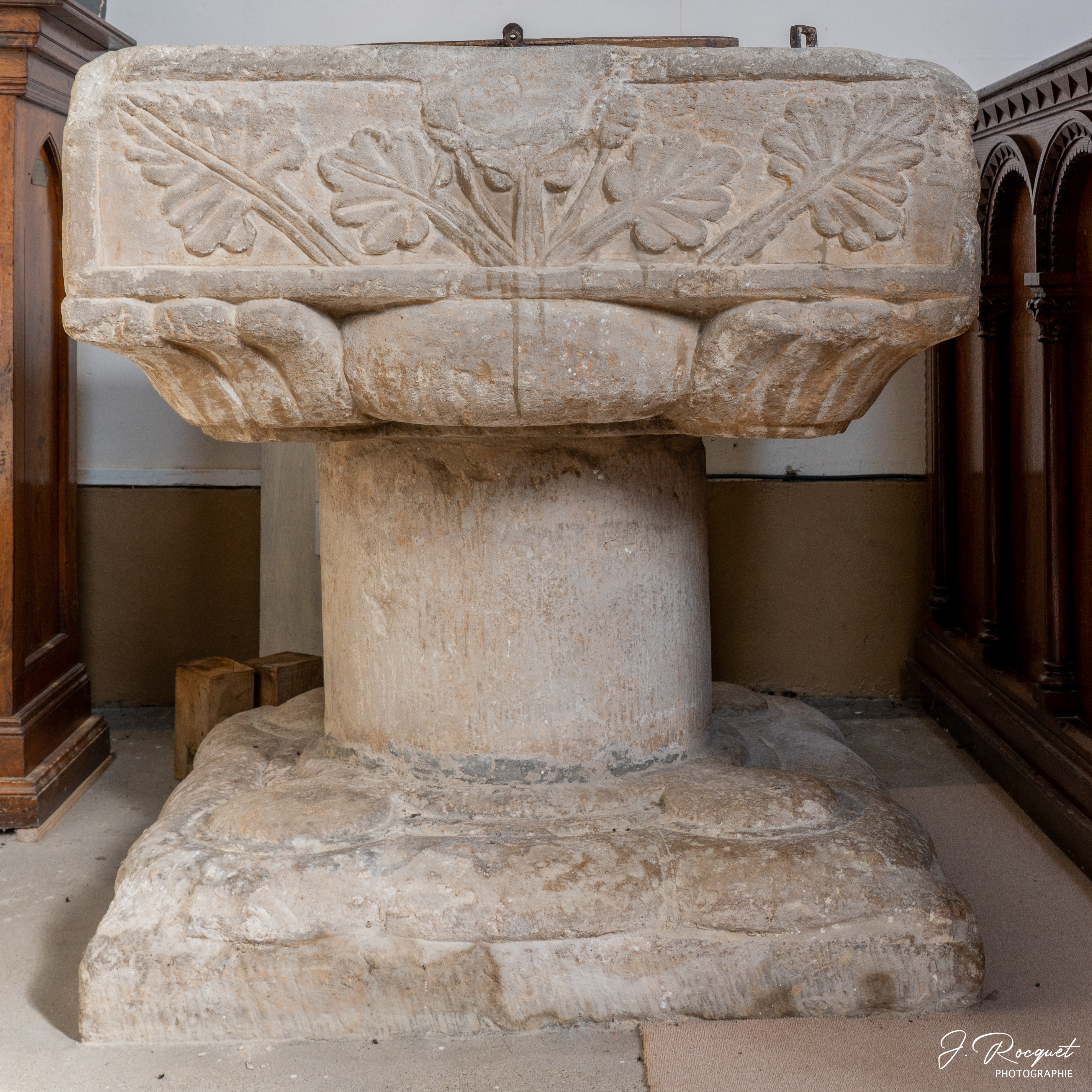

- Le monument aux morts[49].

### Héraldique
| Blason de Carly | Blason  | Parti : au 1er d'argent semé de merlettes de sable, au lion de gueules, couronné d'or et brochant, au 2d d'hermine à cinq losanges de gueules accolées en fasce. |
| Blason de Carly | Détails | Le premier du parti montrerait les armes de la famille de Montlezun, originaire d'Armagnac. Au second, celles de la famille du Blaisel, originaire du Boulonnais. Ces deux familles possédaient la seigneurie et baronnie de Lianne dont dépendait Carly jusqu'au XVIIIe siècle. Le statut officiel du blason reste à déterminer. |

## Pour approfondir